# Kirsebærvin
 Der er for få eller ingen kildehenvisninger i denne artikel, hvilket er et problem. Du kan hjælpe ved at angive troværdige kilder til de påstande, som fremføres i artiklen.

Kirsebærvin er en drik af surkirsebær, Prunus Cerasus, der indeholder ca. 14-21 % alkohol. 
Under besættelsen kaldtes erstatnings frugt- og kirsebærvin i Danmark "pullimut".
Siden 1800-tallet har der været produceret kirsebærvin i Danmark. Historisk set har to producenter være dominerende. Cherry Heering og KIJAFA (KirsebærJacobsenFaaborg). Kijafa produceres i dag i Polen. Den bliver lavet på solmodne danske kirsebær, som vokser på Fyn. 
Cherry Heering er en dansk kirsebærvin af verdensry. Firmaet blev etableret af Peter Heering i begyndelsen af 1800-tallet og blev hurtigt kendt over det meste af verden. Vinen eller likøren eksporteredes på rederiet Heerings egne skibe. Opskriften stammer fra høkermadam Carstensen, der gav den til Peter Heering på Christianshavn, da han stod i lære der. Opskriften har været hemmelig siden da. Cherry Heering ligger over hedvinsgrænsen og er  højt beskattet.
Især i England er den populær i overklassen. I 1915 fik firmaet manifesteret sit navn på afgørende vis. Det blev på Raffles Hotel i Singapore en del af den verdensberømte drink Singapore Sling.
Som grundlag for den danske kirsebærvin er især det unikke danske stevnsbær, som forskere har kaldt ’nordens drue’. Hvad angår  syre såvel som sukker, farve og aromastoffer, har det særlige kvaliteter. E-bogen "Historien om Nordens drue - Stevnsbærret" fortæller den historiske beretning om surkirsebærret fra de tidligste kilder, om bærrets mange forskellige anvendelser gennem historien og frem til i dag.
En nyere dansk producent af kirsebærvin er Frederiksdal Kirsebærvin som holder til på godset Frederiksdal nord for Nakskov. Modsat tidligere producenter bliver surkirsebærrene på Frederiksdal gæret i vinfremstillingen.